# Enrique Campo
Enrique Campo, nacido en Barcelona el 16 de abril de 1973, es un periodista español.

## Trayectoria
Es licenciado en Ciencias de la Información por la Universidad CEU San Pablo. Forma parte de la plantilla del Máster Cope de Radio y es profesor de Radio en las facultades de Periodismo y Comunicación Audiovisual del Centro Universitario Villanueva, adscrito a la Universidad Complutense de Madrid.
Sus comienzos periodísticos en la radio fueron incluso antes de comenzar la carrera universitaria. Llega a la Cadena Cope en 1994, situándose primero en los informativos locales de Madrid dirigidos por Ángel del Río y después en el magacín La mañana en Madrid, con José María Alfageme.
En 1995 comienza a trabajar en la redacción del programa Sólo radio que dirigía Curro Castillo, del que sale en septiembre de 1997 cuando Antonio Herrero le ficha a tiempo completo para formar parte del equipo de La mañana; por entonces, llevaba ya un año escribiendo para el director del matinal el guion de la sección de humor Los radioñecos. A la muerte de Herrero, abandona las mañanas de la emisora y se reincorpora a la redacción de Informativos.
Es nombrado subdirector de los Informativos Fin de Semana, cargo que desempeña entre los meses de septiembre de 1998 y de 2000. En abril de 1999, en plena Guerra de Kosovo, es enviado especial de la emisora episcopal al conflicto, permaneciendo en Albania durante casi un mes.
A su llegada en 2000 se hace cargo de las madrugadas de la Cadena Cope con A cielo abierto. En verano de 2009 y tras nueve temporadas dirigiendo el espacio, deja el proyecto en manos de Juan Carlos Ramos y aterriza en el nuevo proyecto de La mañana para copresentar el magacín junto a Ely del Valle entre las 10 de la mañana y las 12 del mediodía.
Tras el fracaso del experimento de Nacho Villa en el matinal de la emisora y con la llegada de Ernesto Sáenz de Buruaga, pasa de nuevo a las madrugadas de la cadena para dirigir y presentar, junto a gran parte del equipo que lleva años acompañándole, el programa El plan C.
En la temporada 2011/2012, tras la retirada de El Plan C de la parrilla de Cope, vuelve a las mañanas para conducir el tramo de 6 a 7 de la mañana del programa "Así son las Mañanas de la Cope" que dirige Ernesto Sáenz de Buruaga.
Actualmente forma parte del equipo del programa "La Tarde" con Ángel Expósito en COPE y sigue formando  parte  de la plantilla del Máster en Radio COPE y es profesor de Radio en las facultades de Periodismo y Comunicación Audiovisual del Centro Universitario Villanueva, adscrito a la Universidad Complutense de Madrid.